# Fate/stay night
Autre
Fate/stay night (フェイト／ステイナイト, Feito/sutei naito) est un jeu vidéo de type visual novel développé par TYPE-MOON se déroulant dans le même univers que Tsukihime. D'abord sorti sur PC en 2004 dans une version pour adulte, il est réédité en 2007 sur PC et PlayStation 2 sous le nom Fate/stay night [Réalta Nua] dans une version censurée et comprenant les voix originales de la série télévisée d'animation. Cette version est également sortie sur PlayStation Vita en 2012. Une suite nommée Fate/hollow ataraxia est sortie en octobre 2005, ce jeu se déroule six mois après les événements de Fate/stay night.
Une adaptation en manga écrite par Datto Nishiwaki a vu le jour dans le magazine de Kadokawa Shoten, le Monthly Shōnen Ace, entre les numéros de février 2006 et décembre 2012. Le manga est édité en français par Pika Édition.
Une adaptation en série télévisée d'animation de vingt-quatre épisodes a vu le jour au Japon en 2006 par Studio Deen. Un film d'animation reprenant le deuxième scénario du jeu Unlimited Blade Works est également sorti le 23 janvier 2010. Une seconde série d'animation produite par ufotable est diffusée entre octobre 2014 et juin 2015 sur Tokyo MX au Japon et sur Wakanim dans les pays francophones, divisée en deux saisons et comprenant 13 épisodes chacune, cette adaptation suit également la deuxième route du jeu, Unlimited Blade Works. Une deuxième adaptation en manga a commencé en 2015 en se concentrant uniquement sur le troisième scénario. Une trilogie de films d'animation intitulée Fate/stay night: Heaven's Feel est sortie entre octobre 2017 et août 2020. Ces trois films adaptent également le scénario Heaven's Feel du visual novel.
Une série de light novel nommée Fate/Zero et servant de préquelle a été réalisée entre 2006 et 2007. Plusieurs autres produits dérivés sont également sortis au Japon.
Fate/stay night jouit d'une grande popularité plus particulièrement au Japon, mais une considérable base de fans existe également à l'étranger.
Une remasterisation du jeu basé sur la version PlayStation Vita de Fate/stay night [Réalta Nua] été annoncé et est prévue pour 2024 sur Nintendo Switch et sur PC via Steam,.

## Contexte
La Guerre du Saint Graal comporte sept Masters qui s'affrontent dans la ville de Fuyuki au Japon. À l'aide de leurs pouvoirs magiques et de leurs Servants qu'ils ont préalablement invoqués, le dernier d'entre eux pourra s'approprier le Graal et faire exaucer son vœu le plus cher…

## Système de jeu
Fate/stay night nécessite peu d'interaction avec le joueur car la plus grande partie du temps est consacrée à la lecture du texte qui apparaît, représentant les dialogues entre les personnages ou les pensées internes du protagoniste. Souvent, les joueurs viendront à un « point de décision » où ils auront la possibilité de choisir parmi les options affichées à l'écran, généralement deux à trois choix. Le temps entre ces points de décision est variable et, au cours de ces périodes, le jeu se met en pause jusqu'à ce qu'un choix soit fait pour mener l'intrigue dans une direction spécifique. Il existe trois scénarios que le joueur aura la chance d'expérimenter, une pour chacune des héroïnes dans l'histoire. Pour accéder à ces trois « routes », le joueur devra rejouer au jeu plusieurs fois et choisir différents choix au cours des points de décision pour faire avancer le scénario dans une autre direction.

### Cadre et thèmes
Fate/stay night narre une période de deux semaines dans la vie du protagoniste Shirō Emiya, un mage amateur qui fréquente l'Académie Homurahara dans la ville de Fuyuki, au Japon. L'histoire se déroule principalement dans et autour de la maison de Shirō, qui lui sert d'emplacement de base dans la Guerre du Saint Graal. En dehors de sa demeure, les lieux fréquentés sont l'Académie Homurahara (le lycée) et le Temple Ryūdō.
Le thème principal de Fate/stay night est « de conquérir soi-même ». Chacun des trois scénarios dans le visual novel possède un thème différent. Le premier, FATE, est d'« être son idéal ». Le deuxième, Unlimited Blade Works, « lutter contre soi-même en tant qu'idéal ». Le troisième, Heaven's Feel, est « la friction avec le réel et l'idéal ».

## Histoire
- FATE

C'est le premier scénario accessible, mais également le plus populaire. L'histoire s'oriente sur Shirō et son Servant, Saber. Ici, le héros va croire en ses idéaux jusqu'au bout, même s'il doit renier la réalité. La vision populaire voit Shirō, dans ce scénario, comme un enfant.
La première série anime de 2006 par Studio Deen se base principalement sur ce scénario, bien qu'elle reprenne également quelques éléments mineurs des deux autres. Le manga de Datto Nishiwaki est aussi un mélange entre ce scénario et Unlimited Blade Works.
- Unlimited Blade Works

Ce scénario n'est débloqué qu'après avoir fini le scénario FATE, en empêchant Saber d'attaquer Archer. On peut aussi accéder à ce scénario en refusant de coopérer avec Rin dans FATE, mais cela mène inévitablement à une mauvaise fin (en anglais : Bad End). L'histoire se concentre sur Rin, Shirō et Archer. Le passé de ce dernier, dont on ne savait rien dans le premier scénario, est ici considérablement développé. Shirō apprend à maîtriser ses capacités et parvient même à vaincre plusieurs Servants. Dans ce scénario, Shirō devient beaucoup moins naïf mais veut toujours suivre ses idéaux : les puristes voient en lui la vision d'un adolescent, à mi-chemin entre l'âge adulte et l'enfance.
Le premier film de 2010 par Studio Deen et la série anime de 2014 par ufotable se basent sur ce scénario. Le manga de Datto Nishiwaki est un mélange entre ce scénario et celui de Fate.
- Heaven's Feel

Ce scénario n'est débloqué qu'après avoir fini les scénarios FATE, Unlimited Blade Works et en choisissant toutes les options en faveur de Sakura au début du jeu. Des trois histoires, c'est sans aucun doute la plus sombre. On y voit un Shirō bien différent, qui va renier ses idéaux de justice. Deux nouveaux personnages sont introduits, il s'agit de True Assassin (qui remplace Assassin) et de son Master, Matou Zōken. Sakura, personnage secondaire des deux scénarios précédents, tient ici une place prépondérante. Dans ce dernier scénario, Shirō va choisir de renier ses idéaux pour sauver celle qu'il aime. Il est alors considéré comme adulte, délaissant ses rêves pour être enveloppé dans la réalité.
Cette troisième et dernière partie est adaptée par Ufotable en une trilogie dont le premier film est sorti le 14 octobre 2017 au Japon. Une adaptation en manga par Taskohna est en cours de publication.

## Personnages

### Personnages principaux
- Shirō Emiya (衛宮 士郎, Emiya Shirō?)

Voix japonaise : Noriaki Sugiyama,
Shirō est le personnage principal de l'histoire. Il a perdu toute sa famille, étant l'unique survivant d'un mystérieux incendie ayant ravagé sa ville natale et causant des milliers de morts 10 ans auparavant. C'est un adolescent honnête, sérieux, très travailleur et toujours prêt à aider les gens. Ses principaux passe-temps sont la réparation d'objets cassés, mais également la cuisine et le ménage. Il possède quelques pouvoirs en magie, ceux-ci s'étant développés sous l'égide de son père adoptif, Kiritsugu Emiya. Il poursuit le rêve que n'avait pu atteindre son père de devenir un héros.
Au départ, il refuse de participer à la Guerre du Saint Graal, mais change d'avis lorsqu'il apprend que l'incendie qui a détruit sa ville a été causé par cette guerre. Il tentera alors désespérément de protéger les autres du danger, y compris son propre Servant, Saber.
- Rin Tōsaka (遠坂 凛, Tōsaka Rin?)

Voix japonaise : Kana Ueda,
Élève modèle et idole de l'école de Shiro, Rin Tōsaka garde secret ses talents de magicienne. Descendante d'une longue lignée de mage, elle n'a pu bénéficier de l'entraînement habituel de sa famille, son père ayant été tué durant la précédente guerre du Graal. Bien que très douée, elle tenta d'appeler un Servant de type Saber mais se retrouva finalement alliée à Archer.
- Illyasviel von Einzbern (イリヤスフィール・フォン・アインツベルン, Iriyasufīru fon Aintsuberun?)

Voix japonaise : Mai Kadowaki,
Une jeune aristocrate allemande, elle voyage à travers le Japon pour participer à la Guerre du Saint Graal en tant que Master. Illyasviel a une apparence angélique et possède d'importants pouvoirs magiques. Elle vit dans un château sur les hauteurs de Fuyuki, en compagnie de son Servant et de deux domestiques. Illyasviel a pour habitude de demander à ceux avec qui elle s'entend bien de l'appeler simplement « Illya ». En vérité, elle est une homoncule, un humain artificiel fabriqué par magie. Elle est la fille de Kiritsugu Emiya et de sa femme Irisviel von Einzbern donc la grande sœur adoptive de Shirō malgré son âge. Elle est jalouse de celui-ci car elle considère que son père l'a abandonnée pour lui lorsqu'il est parti au Japon, la laissant seule en Europe mais elle considère tout de même Shirō comme son grand-frère. Elle est le réceptacle du Graal de la 5e guerre, elle est destinée à perdre lentement sa conscience humaine au fur et à mesure de l'achèvement de celui-ci pour finalement ne devenir qu'un circuit magique sous apparence humaine, sa fonction première.
- Shinji Matō (間桐 慎二, Matō Shinji?)

Voix japonaise : Hiroshi Kamiya,
C'est le grand frère de Sakura, et un ami de longue date de Shiro. Shinji est le très populaire vice-capitaine du club de tir à l'arc, malgré son chauvinisme et son narcissisme. Tout comme Rin Tōsaka, il descend d'une longue lignée de sorciers, bien que le sang des Matō se soit appauvri et qu'il ne puisse plus engendrer d'héritier naturellement doué en magie. Shinji n'apprécie pas les visites quotidiennes de sa sœur dans la résidence de Shiro.
- Sakura Matō (間桐 桜, Matō Sakura?)

Voix japonaise : Noriko Shitaya,
Une étudiante en première année de lycée, et la petite sœur de Shinji Matō. Après la mort du père de Shirō, Sakura rendait souvent visite à ce dernier pour l'aider dans ses tâches quotidiennes. Bien qu'issue d'une famille de mages, elle n'a aucune connaissance sur les talents de sa famille ou de son histoire. Elle est très introvertie, mais possède une grande force intérieure. Ses sentiments envers Shirō sont, dès le début, évidents. En vérité Sakura ne vient pas vraiment de la famille Matō mais de la famille Tōsaka, Rin étant donc sa grande sœur ; Sakura a été adoptée par la famille Matō, son père les ayant laissés l'emmener car il a choisi Rin pour prendre la tête de la famille Tōsaka et pour éviter de gâcher son potentiel en magie. Elle est aussi le véritable Master de Rider, Shinji lui a dérober ses sorts de commandements pendant qu'elle était en train de l'invoquer. Dans le premier anime, Caster l'utilisera comme réceptacle pour le Graal mais Shirō, Saber et Rin la sauveront.

### Personnages secondaires
- Zōken Matō (間桐 臓硯, Matō Zōken?)

Voix japonaise : Masane Tsukayama
Apparaissant véritablement dans Heaven's Feel, Zōken est un perspicace, puissant, et ancien mage ainsi que le patriarche de la famille Matō et de facto le grand-père de Shinji et Sakura. Au cours des années, il a amassé une impressionnante collection de livres de magie, et ses leçons sont dispensées de manière stricte et sévère. Zōken considère Shinji comme un sorcier de seconde catégorie, et pense que Sakura a plus de potentiel que son frère.
- Kirei Kotomine (言峰 綺礼, Kotomine Kirei?)

Voix japonaise : Jōji Nakata,
Prêtre de l'église de Fuyuki et mentor de Rin. À la suite d'un accord entre l'Association des Mages et l'Église, les Guerres Sainte du Graal sont modérées par un prêtre. Kirei a servi sous le modérateur du prêtre de la 4e guerre, son père Risei Kotomine, avant de prendre le poste bien qu'il soit un mage intérimaire. Bien que Kirei ait compris la distinction entre le bien et le mal, il ne pouvait que se livrer à commettre des péchés et accepter ce côté de lui-même après avoir tenté de se racheter. À l'origine il est le Master d'Assassin pendant la 4e guerre, Kirei a assassiné secrètement Tokiomi Tōsaka, le père de Rin, pour obtenir Gilgamesh tout en devenant un gardien indirect de cette dernière.
- Issei Ryūdō (柳洞 一成, Ryūdō Issei?)

Voix japonaise : Mitsuaki Madono,
Fils du chef des moines du temple local et président du Conseil des Étudiants du lycée Homurahara, c'est un ami de Shirō, il considère Rin comme une sorcière et fait tout pour que Shirō l'évite.
- Ayako Mitsuzuri (美綴 綾子, Mitsuzuri Ayako?)

Voix japonaise : Fumie Mizusawa
Capitaine du club de tir à l'arc et amie de Shirō. Exaspérée par le comportement de Shinji au sein du club de tir à l'arc, elle demandera à Shirō de parler à ce dernier. Shinji ordonnera par la suite à Rider d'aspirer son énergie vitale.
- Taiga Fujimura (藤村 大河, Fujimura Taiga?)

Voix japonaise : Miki Itō,
Professeure d'anglais de Shirō, elle se considère comme sa grande sœur adoptive et est devenue sa tutrice à la suite du décès de Kiritsugu.
- Sōichirō Kuzuki (葛木 宗一郎, Kuzuki Sōichirō?)

Voix japonaise : Kazuhiro Nakata,
Un collègue de Taiga et un professeur strict d'histoire globale et d'éthique enseignant dans la classe de Rin. Kuzuki est bien respecté parmi le personnel et les étudiants, mais il est largement considéré comme sévère et froid. Inconnu pour la plupart, il est en fait un assassin hautement qualifié qui n'a aucun scrupule à laisser son serviteur Caster, dont il est amoureux, faire ce qu'il veut, même si les actions sont considérées comme mauvaises.

### Servants
Ce sont en fait les âmes de héros mythiques et/ou légendaires, appelés « Esprits Héroïques » (英霊, Eirei). Étant donné que révéler leur vrai nom donne un indice sur leurs pouvoirs et leurs capacités, les servants préfèrent se faire appeler par leur nom de classe. Chaque « Servant » participe à la bataille du Graal avec son propre objectif et son propre vœu. Ils n'obéissent donc pas de façon gratuite à leurs « Masters ».
- Archer (アーチャー, Āchā?)

Voix japonaise : Junichi Suwabe,
Le Servant de Rin. À cause de son invocation soi-disant incomplète, il prétend n'avoir aucun souvenir de sa précédente vie et de son identité, mais une autre cause possible à cette amnésie pourrait être qu'Archer est un héros du futur, ce qui expliquerait pourquoi il est totalement méconnu des Masters et des autres servants. Archer est sarcastique et cynique - mais sous cette apparence rude se cache en fait une personnalité tourmentée. Bien que naturellement doué avec les armes à distance, il peut aussi se débrouiller en combat au corps à corps. Archer considère que l'idéal de Shirō le rend faible et utopiste, estimant que la mentalité de Shirō qui consiste à « vouloir sauver tout le monde » est naïve et impossible. On apprend plus tard qu'Archer serait en fait une matérialisation de Shirō ayant poursuivi sans relâche ses idéaux dans le futur, de nombreux indices ainsi que leurs pouvoirs similaires vont dans ce sens. Rin ne pouvait invoquer Saber ne possédant aucune relique de ce héros. Archer fut invoqué à sa place du fait qu'il possédait le pendentif utilisé pour soigner Shirō, lors de sa première rencontre avec Lancer.
- Saber (セイバー, Seibā?)

Voix japonaise : Ayako Kawasumi,
Le Servant de Shirō. C'est une jeune femme, épéiste de très haut niveau, très loyale, peu loquace mais indépendante d'esprit. D'apparence froide mais vraisemblablement pas de glace intérieurement, elle considère le comportement presque suicidaire et tout à la fois trop défensif de Shirō comme nuisant à la bonne réussite de leur but commun (bien qu'à des fins différentes), l'obtention du Graal. Elle manipule la très célèbre épée Excalibur, épée du roi Arthur Pendragon dont elle est la représentation féminine, Arturia (ayant caché la vérité à l'époque à cause des mentalités).
- Rider (ライダー, Raidā?)

Voix japonaise : Yū Asakawa,
Le servant de Shinji, rencontrée pour la première fois à l'Académie Homurabara. Rider est silencieuse, sensuelle, et toujours sur le qui-vive, n'hésitant jamais à servir de bouclier à son Master. Étant donné que Shinji est incapable de l'alimenter en Mana, elle est forcée d'employer des solutions alternatives pour augmenter ses pouvoirs. Pour compenser ses faibles capacités physiques, Rider emploie diverses tactiques de « guérilla » et tire toujours avantage du terrain environnant. Son arme de prédilection est une paire de longue chaînes d'acier clouté lui permettant d'attaquer son adversaire à distance. Sa véritable identité est Méduse.
- Berserker (バーサーカー, Bāsākā?)

Voix japonaise : Tadahisa Saizen
Le Servant d'Illya, qui a l'apparence d'un géant à la peau d'acier et à la musculature imposante. Il utilise une gigantesque épée de pierre, et les contrecoups de ses balancements sont capables de causer de très importants dégâts. En tant que Berserker, les mots « raison » et « réflexion » sont rayés de son vocabulaire, il agit de manière instinctive et bestiale. Les Berserkers sont réputés pour appartenir à la plus « puissante » classe de Servant, bien qu'ils soit difficiles à contrôler et qu'ils aient tendance à se retourner contre leurs Master. Illya semble également avoir quelques difficultés à le contrôler. Il s'agit en réalité de Héraclès, le héros de la mythologie grecque. Par ailleurs, il a la particularité d'avoir douze vies (basé évidemment sur ses fameux Douze Travaux).
- Caster (キャスター, Kyasutā?)

Voix japonaise : Atsuko Tanaka,
C'est une invitée d'honneur de la famille Ryūdō, qui lui permettent de vivre dans leur temple jusqu'à ce que les préparations de son mariage soient terminées. C'est une femme très belle, talentueuse et mystérieuse, et sa présence attire l'attention de la plupart des moines du temple.
Caster a également pour particularité de ne pas avoir de Master, étant donné qu'elle a tué ce dernier juste après son invocation. Pour se maintenir en ce monde, elle « pompe » à faible dose la magie des habitants de la ville. On apprend qu'elle est Médée, personnage de la mythologie grecque tout comme Berserker et Rider. Sa dague « Rule Breaker » lui permet de rompre ou voler n'importe quel contrat dont les sceaux d'invocations des Masters.
- Lancer (ランサー, Ransā?)

Voix japonaise : Nobutoshi Kanna,
Le premier Servant ennemi apparaissant dans l'histoire. Lancer est un Guerrier redoutable mais pondéré et qui adore se battre contre un adversaire puissant. Il a une attitude enjouée et prend toujours la vie du bon côté, mais il est aussi prompt à se mettre en état de frénésie combative lors d'un combat difficile. Son arme de prédilection étant le Gae-Bolga, aussi appelé le « javelot-foudre », son identité est celui du héros de la mythologie celtique irlandaise Cúchulainn. Les Lancers sont considérés comme les plus agiles et les plus endurants des Servants mais possédant une malchance légendaire.
- Assassin (アサシン, Asashin?)

Voix japonaise : Shin'ichirō Miki,
Un Servant agissant de manière solitaire, et portant une tenue traditionnelle japonaise (hakama, avec un haori indigo). Ce bel homme reste toujours posté devant l'entrée principale du temple Ryūdō. Calme et taciturne, il possède une haute maîtrise du bushido et ne désire qu'une seule chose : se battre avec les autres Servants. Il s'agit en réalité de Sasaki Kojirō, un célèbre sabreur japonais. Bien qu'il soit de la même classe, il ne faut pas le confondre avec le Servant nommé True Assassin, étant donné qu'Assassin n'est pas un véritable Servant car celui-ci est invoqué par Caster.
- Gilgamesh (ギルガメシ, Girugameshi?)

Voix japonaise : Tomokazu Seki,
Le 8e Servant de la 5e guerre, de la classe Archer, encore en vie car il a utilisé le pouvoir du Saint Graal pour survivre à la fin de la 4e guerre. Il sert Kotomine en même temps que Lancer. Il est calqué sur le mythe de Gilgamesh, roi légendaire d'Uruk, il manie d'ailleurs une quantité de lames sans égale, mais il préfère se restreindre à son arme préférée, Ea, de puissance dépassant le Noble Phantasm de Saber.
- True Assassin (真アサシン, Shin Asashin?)

Voix japonaise : Tetsu Inada
Dans la route Heaven's Feel, Zōken invoque le servant Assassin. La mention « Vrai » est utilisée pour le distinguer du servant Assassin présent dans FATE et Unlimited Blade Work. Particulièrement dangereux, décrépit mais souple, True Assassin dispose de diverses capacités lui permettant de défaire aisément des adversaires bien plus puissants que lui. Il correspond à l'image des Servants de classe Assassin qui apparaissent dans toutes les guerres du Saint Graal. Bien qu'ayant des capacités différentes, ils sont tous tristement célèbres pour leurs costumes macabres et pour le masque squelettique qui cache leur visage.
- Avenger (アヴェンジャー, Avenjā?)

Le 8e Servant, qui fut accidentellement invoqué durant la 3e guerre, et devient subitement le nouveau Servant de Bazett dans Fate/hollow ataraxia. Son vrai nom est Angra Mainyu, un esprit maléfique du zoroastrisme.
En tant que combattant, il semble être le plus faible de tous les Servants à tous les niveaux. Son « Briseur d'Epée » est faible et pas fiable pour deux sous, alors que sa capacité à manipuler ses dagues jumelles, Tawrich et Zarich, comme armes de corps à corps est tout juste correcte. Même son Noble Phantasm ne représente pas une menace sérieuse et son Master, Bazett, a prouvé qu'elle a plus de force physique et qu'elle se bat mieux que lui.

## Développement

### Production

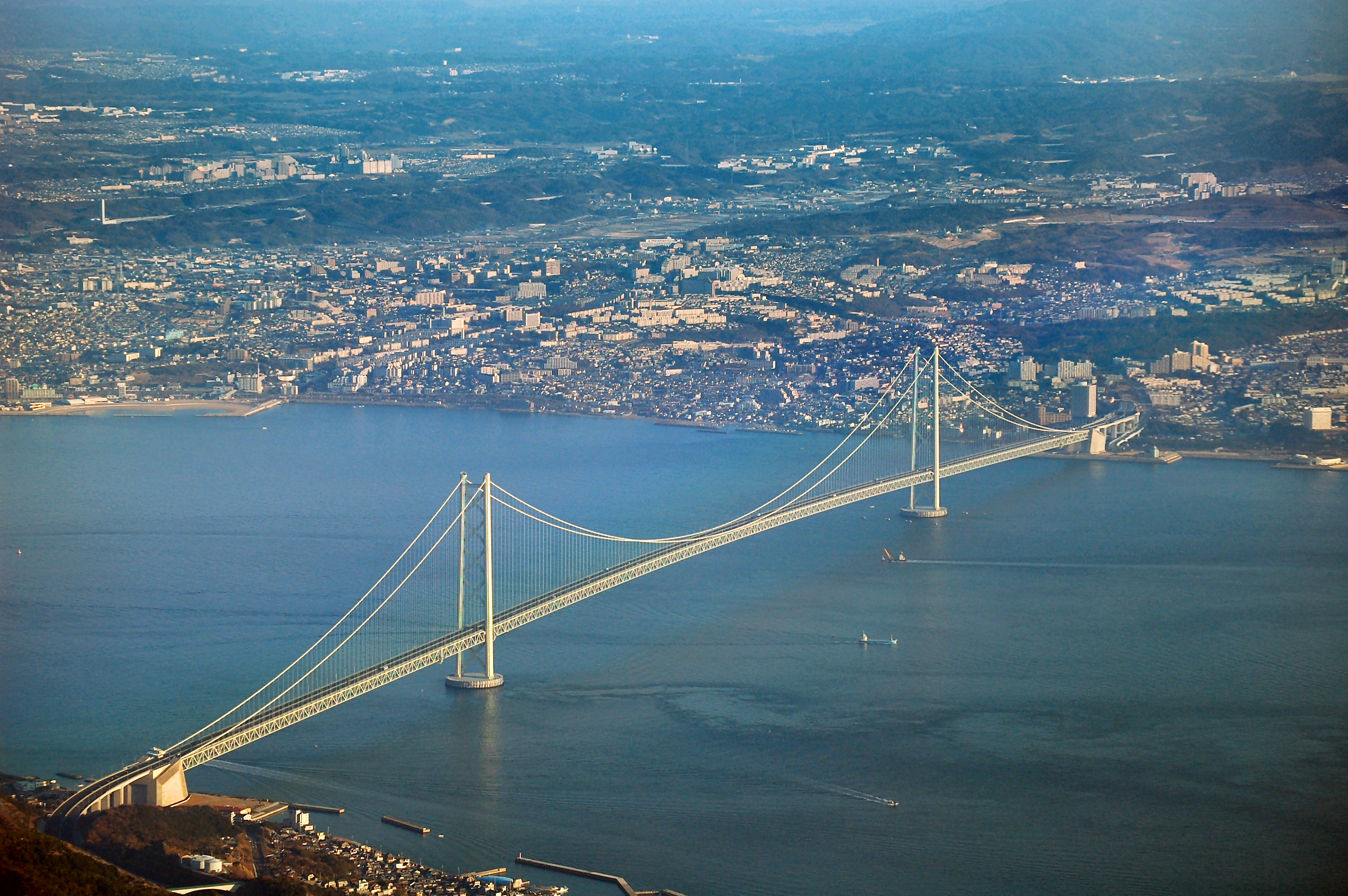
Le pont du détroit d'Akashi est devenu le prototype de l'un des emplacements de la ville de Fuyuki.

Kinoko Nasu a commencé à écrire le scénario alors qu'il était encore étudiant et il n'avait pas l'intention d'en faire un jeu vidéo. Initialement, Nasu a seulement écrit ce qui deviendrait dans le jeu l'intrigue FATE, toutefois comme le jeu a continué sur trois scénarios disponibles en raison de sa nature de visual novel, FATE est devenue l'un d'entre eux. Dans ces premières ébauches, Saber était un homme et le protagoniste était une fille à lunettes. Cette ébauche a été incorporée dans un OAV nommée Fate/Prototype sorti en bonus du dernier coffret DVD de la troisième saison de Carnival Phantasm,. Le projet a ensuite été mis de côté et Nasu a fondé le studio TYPE-MOON avec Takashi Takeuchi. Fate/stay night est le premier travail « commercial » de TYPE-MOON, après une période de transition comme créateurs de dōjin-game et le succès du jeu Tsukihime. Au départ, Nasu était préoccupé car le personnage principal était une fille, l'histoire pourrait ne pas fonctionner comme un jeu bishōjo. C'est l'artiste Takeuchi qui a proposé d'intervertir les sexes du protagoniste et de Saber pour s'adapter au marché des jeux visual novel.
Nasu a été influencé par le roman Makai tensei (魔界転生) pour écrire une histoire de fantasy à laquelle participeraient des personnalités héroïques célèbres du monde entier. L'idée originale était limitée au prototype de l'arc de Fate, où les personnages principaux étaient la Master femme et son Servant Saber (l'incarnation du roi Arthur en tant qu'homme). Selon Nasu, cette version contenait des éléments de romance des années 1980 et des idées de transformations de l'ordre mondial, tandis que la version finale se concentre sur les changements dans les personnes et a d'autres finalités pour utiliser le Saint Graal. Environ un tiers du scénario du futur arc de Fate (jusqu'au combat contre Sasaki Kojirō (Assassin)) était achevé à ce moment-là, mais pour un certain nombre de raisons personnelles, Nasu ne pouvait plus écrire pendant plus de dix ans.
Les deux premiers arcs terminés sont Fate et Unlimited Blade Works ; le dernier a été partiellement présenté au public dans un livret d'aperçu au Comiket en décembre 2001. Unlimited Blade Works était fondé sur l'idée de la confrontation d'un personnage contre lui-même et de ses propres idéaux, ce qui n'avait pas été réalisé lors du développement de Tsukihime pour l'arc de Yumizuki Satsuki. En 2002, il a été constaté que le contenu déjà écrit était presque aussi long que celui de Tsukihime, ce qui a donné lieu à des propositions visant à diviser le jeu en deux parties. Cependant, en raison du coût élevé de la publication de deux produits à la fois, les arcs d'Illya et de Sakura ont été partiellement combinés, ce qui a donné lieu à Heaven's Feel,. Nasu pensait à l'extension de la route Fate avec une alternative à la cinquième guerre du Saint-Graal, où Shirō combattait aux côtés de Saber sans qu'une relation amoureuse ne se développe entre eux. Après leur séparation, Shirō aurait noué des liens avec Rin de la même manière que la véritable fin d'Unlimited Blade Works.
Selon Nasu, le thème principal de l'arc résultant de Heaven's Feel a été choisi pour appliquer les idées du protagoniste dans la pratique. Cela contraste avec Fate et Unlimited Blade Works, qui ont prêté une attention particulière à la démonstration des idéaux de Shirō. Nasu voulait le représenter comme un adolescent typique alors que l'artiste Takashi Takeuchi ne voulait pas qu'il ait trop d'individualité pour que les joueurs se projettent en lui. En 2002, Takeuchi a suggéré à Gen Urobuchi, un auteur bien connu des visual novel de Nitroplus, de se rapprocher au scénario préliminaire du jeu, mais Urobuchi a finalement refusé. Par la suite, Nasu a décidé que Fate/stay night serait l'œuvre la plus importante de sa vie, créée par lui de bout en bout.

### Lancement
Le jeu est sorti le 30 janvier 2004 sur PC. Le jeu est réservé à un public adulte, car il contient des scènes érotiques, mais comme de nombreuses autres visual novel tels que Kanon ou Tsukihime de TYPE-MOON, il possède une histoire riche et « compréhensible » de ses personnages. Une version épurée CERO C nommée Fate/stay night [Réalta Nua] est ensuite sorti sur PlayStation 2. D'abord prévue pour fin 2006, cette version est finalement sortie le 19 avril 2007. Cette version a ensuite été portée sur PlayStation Vita le 29 novembre 2012, avec trois nouvelles génériques d'animations par le studio ufotable et la possibilité de changer le format d'image à 4:3, 16:9 ou intermédiaire. Le jeu est également porté sur iOS et Android en 2015.
Une suite nommée Fate/hollow ataraxia est sortie le 28 octobre 2005. L'histoire se déroule six mois après les événements de Fate/stay night et présente de nouveaux personnages tels qu'Avenger, Bazett Fraga McRemitz et Caren Ortensia, aux côtés de personnages de retour tels que Shirō Emiya, Saber et Rin Tōsaka.

## Adaptations

### Manga
Le manga, écrit et dessiné par Datto Nishiwaki, est prépublié entre les numéro de février 2006 et décembre 2012 du magazine Monthly Shōnen Ace. Vingt tomes sont ensuite publiés par Kadokawa Shoten entre le 26 mai 2006 et le 25 novembre 2012. Il est principalement basé sur le scénario FATE mais accapare certains éléments des deux autres. Ainsi, comme dans Unlimited Blade Works, la relation de Shirō avec Rin et Archer est plus détaillée, et le personnage de ce dernier est davantage développé, sans, toutefois, que sa véritable identité ne soit dévoilée. De plus, la trame du combat contre Caster en a également été issue. Et de Heaven's Feel, l'œuvre reprend notamment le dévoilement de la véritable nature du maître de Rider.
Le trait de l'auteur offre un character design différent, plus moe avec notamment des personnages visiblement plus jeunes que dans l'anime ou le jeu vidéo. Il évoluera néanmoins progressivement, Shirō finissant par apparaître plus adulte dans les ultimes tomes.
La version française est éditée par Pika Édition. Le manga est aussi édité en Amérique du Nord par Tokyopop.
Une deuxième adaptation en manga a commencé en 2015 se basant uniquement sur le troisième scénario Heaven's Feel par Taskohna est en cours de publication depuis le numéro de juin 2015 du Young Ace, publié le 2 mai 2015. Elle connait une pause pour « courte période » depuis mai 2020. Huit volumes tankōbon sont disponibles à ce jour. En avril 2018, Ototo a annoncé l'octroi de la licence du manga pour la version française et a publié le premier volume en août 2018,.

### Anime

#### Séries télévisées

##### Fate/stay night
La série télévisée anime Fate/stay night, produite par Studio Deen et Geneon, a été diffusée du 6 janvier 2006 au 16 juin 2006 et suit principalement le scénario FATE, tout en reprenant quelques éléments des deux autres routes. Lorsque l'adaptation anime était encore en phase de planification chez Studio Deen, ils avaient planifié une histoire originale avec la nouvelle héroïne de Fate/Grand Order comme un personnage important, au lieu d'adapter les événements de la série d'origine. En France, Kazé détient les droits d'édition de la série, Fate/stay night était notamment diffusé sur l'ancienne chaîne de télévision KZTV.
La série télévisée a été relancée au Japon le 22 janvier 2010 en deux éditions spéciaux de coffret Blu-ray/DVD de 60 minutes pour commémorer la sortie du film Fate/stay night Unlimited Blade Works. Fate/stay night TV reproduction I et II récapitulent chacun 12 épisodes de l'anime et incluent des séquences re-éditées et re-compilées ainsi que de nouvelles séquences d'animation d'opening et d'ending, avec de nouvelles chansons pour les endings par Jyukai et Sachi Tainaka. La chanson d'opening disillusion -2010- est un ré-enregistrement de la chanson thème « disillusion » de la série télévisée.

###### Fiche technique
- Réalisateur : Yuji Yamaguchi
- Musique de : Kenji Kawai
- Character design revu par : Megumi Ishihara
- Studio d'animation : Studio Deen
- Arrière-plan : Production AI
- Pays d'origine :  Japon
- Nombre d'épisodes : 24
- Diffusion :
  - Au  Japon : du 6 janvier 2006 au 16 juin 2006 sur TVS. Un peu plus tard sur TVS, Chiba TV, KBS Kyoto, tvk, Tokyo MX, SUN, TVA et AT-X.
  - En  France : sur KZTV.

###### Musiques
| Générique                                | Début    | Début                                          | Début                                                                      | Fin           | Fin                                | Fin                                                               |
| Générique                                | Épisodes | Titre                                          | Artiste(s)                                                                 | Épisodes      | Titre                              | Artiste(s)                                                        |
| ---------------------------------------- | -------- | ---------------------------------------------- | -------------------------------------------------------------------------- | ------------- | ---------------------------------- | ----------------------------------------------------------------- |
| 1                                        | 1 - 14   | disillusion                                    | - Sachi Tainaka (chant) - Kenji Kawai (arrangement) - Keita Haga (paroles) | 1 - 1315 - 23 | Anata ga Ita Mori (あなたがいた森) | - Jyukai (chant) - Yoshiaki Dewa & Zentaro Watanabe (arrangement) |
| 2                                        | 15 - 23  | Kirameku Namida wa Hoshi ni (きらめく涙は星に) | - Sachi Tainaka (chant)                                                    | 14            | Hikari (ヒカリ)                    | - Jyukai (chant)                                                  |
| 3                                        | —        | —                                              | —                                                                          | 24            | Kimi to no Ashita (君との明日)     | - Sachi Tainaka (chant)                                           |
| "—" signifie qu'il n'y a pas de chanson. |          |                                                |                                                                            |               |                                    |                                                                   |

##### Fate/stay night: Unlimited Blade Works
En juillet 2013, un nouveau projet est annoncé. Il s'agit d'une seconde série télévisée d'animation produite cette fois-ci par le studio ufotable, qui est à l'origine de l'adaptation de la série des light novel Fate/Zero. Cette série adapte le scénario Unlimited Blade Works du visual novel, tout en ajoutant quelques éléments inédits toujours supervisés par Kinoko Nasu. L'anime est réalisé par Takahiro Miura et les seiyūs du premier anime Fate/stay night de Studio Deen et de Fate/Zero reprennent leurs rôles dans cette nouvelle série,. La première partie est diffusée entre le 4 octobre et le 27 décembre 2014, et la seconde entre le 4 avril et le 27 juin 2015,.
Une projection anticipée en ligne a eu lieu le 28 septembre 2014 dans plusieurs pays à travers le monde, dont le Japon, les États-Unis, la France, l'Allemagne et la Corée du Sud.
Une vidéo d'animation originale (OAV) de dix minutes était inclut lors de la sortie en Blu-ray de la seconde moitié de la série le 7 octobre 2015 ; ce court épisode est basé sur la fin alternative du visual novel, intitulée « sunny day ».

###### Musiques
| Générique | Début         | Début                                                                                             | Début | Fin           | Fin                                                                                                  | Fin                                                                    |
| Générique | Épisodes      | Titre                                                                                             | Artiste(s) | Épisodes      | Titre                                                                                                | Artiste(s)                                                             |
| --------- | ------------- | ------------------------------------------------------------------------------------------------- | --- | ------------- | --- | ---------------------------------------------------------------------- |
| 1         | 1 - 12        | ideal white                                                                                       | - Mashiro Ayano (ja) (chant) - meg rock (paroles) - Carlos K. (ja) & Toshi-Fj (compositon) - Carlos K. (arrangement) | 1 - 11        | believe                                                                                              | - Kalafina (chant) - Yuki Kajiura (paroles, composition & arrangement) |
| 2         | 13 - 23       | Brave Shine                                                                                       | - Aimer (paroles & chant) - Hisashi Koyama (compositon) - Kenji Tamai, Shōgo Ōnishi (arrangement)                    | 13 - 23       | ring your bell                                                                                       | - Kalafina (chant) - Yuki Kajiura (paroles, composition & arrangement) |
|           | Insert song   |                                                                                                   | |               | |                                                                        |
| Épisodes  | Titre         | Artiste(s)                                                                                        | Épisodes | Titre         | Artiste(s)                                                                                           |                                                                        |
| 12        | THIS ILLUSION | - LiSA (chant) - Keita Haga (paroles) - NUMBER 201 (compositon) - Hideyuki Fukasawa (arrangement) | 20 | LAST STARDUST | - Aimer (paroles & chant) - Masaru Higuchi (compositon) - Kenji Tamai & Masaru Higuchi (arrangement) |                                                                        |

#### Films d'animation

##### Unlimited Blade Works
Le film, sorti le 23 janvier 2010, est produit par Studio DEEN, réalisé par Yuji Yamaguchi, écrit par Takuya Sato et avec Megumi Ishihara aux chara-designs et supervision de l'animation. Sous-titré Unlimited Blade Works, il reprend le scénario homonyme du jeu. Il est sorti en France par Kazé en DVD et Blu-ray le 5 octobre 2011.
Deux jours après sa sortie, Unlimited Blade Works a généré près de 37,7 millions de yens (environ 290 450 euros) pour 24 407 de places vendus dans 12 salles. À mi-2010, le film a généré 280 millions de yens au box-office japonais.

##### Heaven's feel
En juillet 2014, l'adaptation du scénario Heaven's Feel est annoncée par le studio ufotable. C'est la quatrième adaptation en anime des œuvres de TYPE-MOON par Ufotable, faisant suite à la série de films Kara no kyōkai, aux séries télévisées Fate/Zero et Fate/stay night: Unlimited Blade Works,. Sakura Matō est l'héroïne principale de ce scénario, les films sont principalement centrés sur les personnages humains de Shirō, Rin, Sakura et Illya, et de leurs liens avec la précédente Guerre du Saint Graal, qui s'est déroulé 10 ans auparavant dans Fate/Zero, et à la vraie nature du Graal lui-même. Cette adaptation est une trilogie de films d'animations intitulée Fate/stay night: Heaven's Feel, dont la première partie nommée pour l'occasion « I. presage flower » est sortie le 14 octobre 2017,. Le deuxième film Heaven's Feel, intitulé « II. lost butterfly », est projeté à partir du 12 janvier 2019. Après un premier report,, la sortie du dernier long-métrage, « III. spring song », a été repoussé au 15 août 2020 en raison de la pandémie de Covid-19 au Japon,. Pour les trois films, les chansons principales sont composées par Yuki Kajiura et interprétées par Aimer,,.
En Amérique du Nord, Aniplex of America détient les droits du films,,. Les 1 600 places de la première représentation du premier film aux États-Unis, qui s'est déroulé le 3 novembre 2017 au Theater At Ace Hotel à Los Angeles, ont toutes été vendues dès le 18 octobre. Des versions doublées en anglais des films sont projetées par Fathom Events,. Wakanim détient les droits de la trilogie dans les pays francophones, russophones et les pays nordiques dont le premier film est disponible sur sa plateforme pour ses comptes abonnés depuis le 10 mai 2018 ; et le deuxième film depuis le 28 août 2019. La plateforme française a projeté les deux premiers films au Grand Rex à Paris, ; une projection du dernier film devait être annoncée par Wakanim en mars 2020 mais au vu de la crise sanitaire en France, l'annonce d'une date a été reportée.

## Produits dérivés
En dehors du jeu et de ses adaptations en manga et anime, un fan ou un amateur peut trouver un certain nombre de figurines collectionnables, d'artbooks, tels que Anime Spiritual (アニメスピリチュアル) ou Premium FanBook (プレミアムファンブック), les éditions DVD/Blu-ray des animes fournit avec un ensemble de compléments tels que des guides supplémentaires. Il existe une multitude de séries dérivées dont la popularité est très variante.

### Publications
Le 22 novembre 2006, TYPE-MOON a annoncé un nouveau projet pour la franchise, celui-ci se nomme Fate/Zero et sert de préquelle à Fate/stay night. Cette série retrace les événements de la 4e Guerre Sainte du Graal et de ses conséquences qui ont affecté la 5e guerre. Contrairement à Fate/stay night, Fate/zero est une série de light novel au lieu d'un être un visual novel, et est narré dans un récit à la troisième personne qui suit les actions de plusieurs personnages. La série est une collaboration entre TYPE-MOON et une autre société de développeur, nitro+, et a été écrit par Gen Urobuchi. Les quatre volumes ont été publiés entre décembre 2006 et décembre 2007,. Une adaptation en manga a commencé à être prépublié depuis février 2011, suivie d'une adaptation en anime par ufotable, marquant leurs débuts avec la franchise.
Les personnages de la série Fate/stay night apparaissent aux côtés d'autres personnages de TYPE-MOON dans la série de manga comique Take Moon, publié en volumes tankōbon par Ichijinsha entre 2004 et 2006,. Une série d'OAV, nommée Carnival Phantasm et produite par Lerche, est sortie entre le 12 août 2011 et le 7 juillet 2012.
Une autre série de manga intitulé Comic Battle (コミックバトル) était publiée dans le Comptiq de Kadokawa Shoten et dont deux volumes sont sortis respectivement le 6 août et le 7 décembre 2004,.
Une série dérivée de manga nommée Fate/kaleid liner Prisma☆Illya, écrite et dessinée par Hiroyama Hiroshi, était également publiée dans le magazine Comp Ace entre septembre 2007 et novembre 2008, et est sortie plus tard en deux volumes tankōbon,. Se déroulant dans un univers alternatif aux visual novel, la série suit le personnage d'Illyasviel von Einsbern dans son quotidien d'écolière ordinaire. Cependant, un soir, elle est choisie par le Kaleidostick magique Ruby, lui permettant ainsi de devenir une magical-girl qu'elle rêvait tant, et se retrouve impliquée dans une querelle entre Rin et Luvia. Une suite de la série intitulée Fate/kaleid liner Prisma☆Illya Zwei! était publié de 2009 à 2012 et cinq volumes reliés ont été publiés au total,. Une troisième série de manga, Fate/kaleid liner Prisma☆Illya Drei!! est en cours de publication depuis mai 2012, neuf volumes tankōbon ont été publiés depuis le 25 août 2017. Plusieurs séries télévisées et un film ont été produits par le studio Silver Link.
Un autre projet nommé Fate/Apocrypha a été annoncé le 15 décembre 2011 dans le magazine TYPE-MOON Ace,. Il s'agit d'une série de light novel qui tourne autour d'un univers parallèle dans lequel les événements de Fate/stay night et Fate/zero n'ont jamais eu lieu en raison du vol du Saint Graal après la 3e guerre, entraînant une Guerre du Saint Graal différente. Les cinq volumes ont été publiés entre décembre 2012 et décembre 2014,. Une adaptation manga est réalisée par Akira Ishida depuis juin 2016,. Une série télévisée anime de 25 épisodes produite par A-1 Pictures est diffusée pour la première fois au Japon entre le 1er juillet et le 30 décembre 2017,,.
Une autre série dérivée intitulée Fate/strange Fake (ja) traite d'une « fausse » Guerre du Saint Graal quelques années après les événements de la 5e guerre de Fate/stay night. Ryōgo Narita en est l'auteur et Morii Shizuki illustre cette série de light novel, dont il réalise également en parallèle l'adaptation en manga de ce spin-off. Il s'agissait à l'origine d'une simple nouvelle que Ryōgo Narita avait écrit pour un poisson d'avril en 2008 tout en rendant hommage à ses amis de Type-Moon. Ceux-ci ont repris la nouvelle pour la faire publiée dans leur magazine TYPE-MOON Ace en 2009. Le projet n'avait rien donné jusqu'à mi-2014, date à laquelle il a été annoncé que Fate/strange Fake sera repris à partir de janvier 2015 et retravaillé sous un format light novel et un manga a été aussi annoncé. Depuis, la série de light novel comporte quatre volumes publiés par ASCII Media Works dans sa marque de publication Dengeki Bunko et le manga est quant à lui publié par TYPE-MOON et trois volumes tankōbon sont disponibles depuis le 23 août 2017.
Emiya-san chi no kyō no gohan (衛宮さんちの今日のごはん, litt. « Le menu du jour pour la famille Emiya ») est un manga suivant le quotidien de la famille Emiya appréciant la délicieuse et belle cuisine de Shirō. Dessiné par TAa et la cuisine supervisé par Makoto Tatano, le spin-off est publié sur le site Young Ace UP de Kadokawa Shoten depuis le 26 janvier 2016. Deux volumes tankōbon ont été publiés respectivement le 26 janvier et le 26 décembre 2017,. Un anime, par ufotable, a officiellement débuté en février 2018 sur le site AbemaTV, avec de nouveaux épisodes diffusés le soir du premier de chaque mois au Japon. Cependant, le premier épisode est disponible en ligne depuis le 25 janvier 2018. Wakanim détient les droits de diffusion en simulcast de la série dans les pays francophones sous le titre Today's menu for Emiya family.

### Jeux vidéo
Sorti le 28 octobre 2005, Fate/hollow ataraxia est la suite de Fate/stay night qui se déroule six mois après les événements de la 5e guerre. On y retrouve Shirō Emiya, Saber et Rin Tōsaka ainsi que de nouveaux personnages présentés tels qu'Avenger, Bazett Fraga McRemitz et Caren Ortensia. Une adaptation manga par Mendori est prépubliée dans le Monthly Shōnen Ace de Kadokawa Shoten depuis le numéro de juin 2013, publié le 25 mai 2013. Deux volumes tankōbon sont pour le moment disponibles.
En 2007, Fate/tiger colosseum, un jeu de combat 3D basé sur Fate/stay night, est sorti sur la PlayStation Portable par Capcom et cavia, inc. en collaboration avec TYPE-MOON. Les personnages sont tous rendus dans un style super deformed. Une suite, Fate/tiger colosseum Upper, est sortie le 28 août 2008.
Un autre jeu de combat également basé sur la franchise intitulée Fate/unlimited codes a fait ses débuts au salon de l'Amusement Machine Operators' Union (AOU) en 2008 au Japon. Il a été développé par Capcom en collaboration avec cavia, inc. et 8ing. Le jeu est sorti dans les arcades et a eu une version exclusive pour la PlayStation 2 le 18 décembre 2008,. Une version pré-commandée était également disponible, celle-ci comprenait une figurine en édition limitée de Saber Lily. Capcom a également publié une version PlayStation Portable intitulée Fate/unlimited codes Portable le 18 juin 2009,. Le jeu était téléchargeable sur le PSN en Amérique du Nord à partir du 3 septembre 2009 et le 10 septembre 2009 en Europe. Les personnages de la suite Fate/hollow ataraxia et du préquel Fate/zero font également leur apparition dans le jeu.

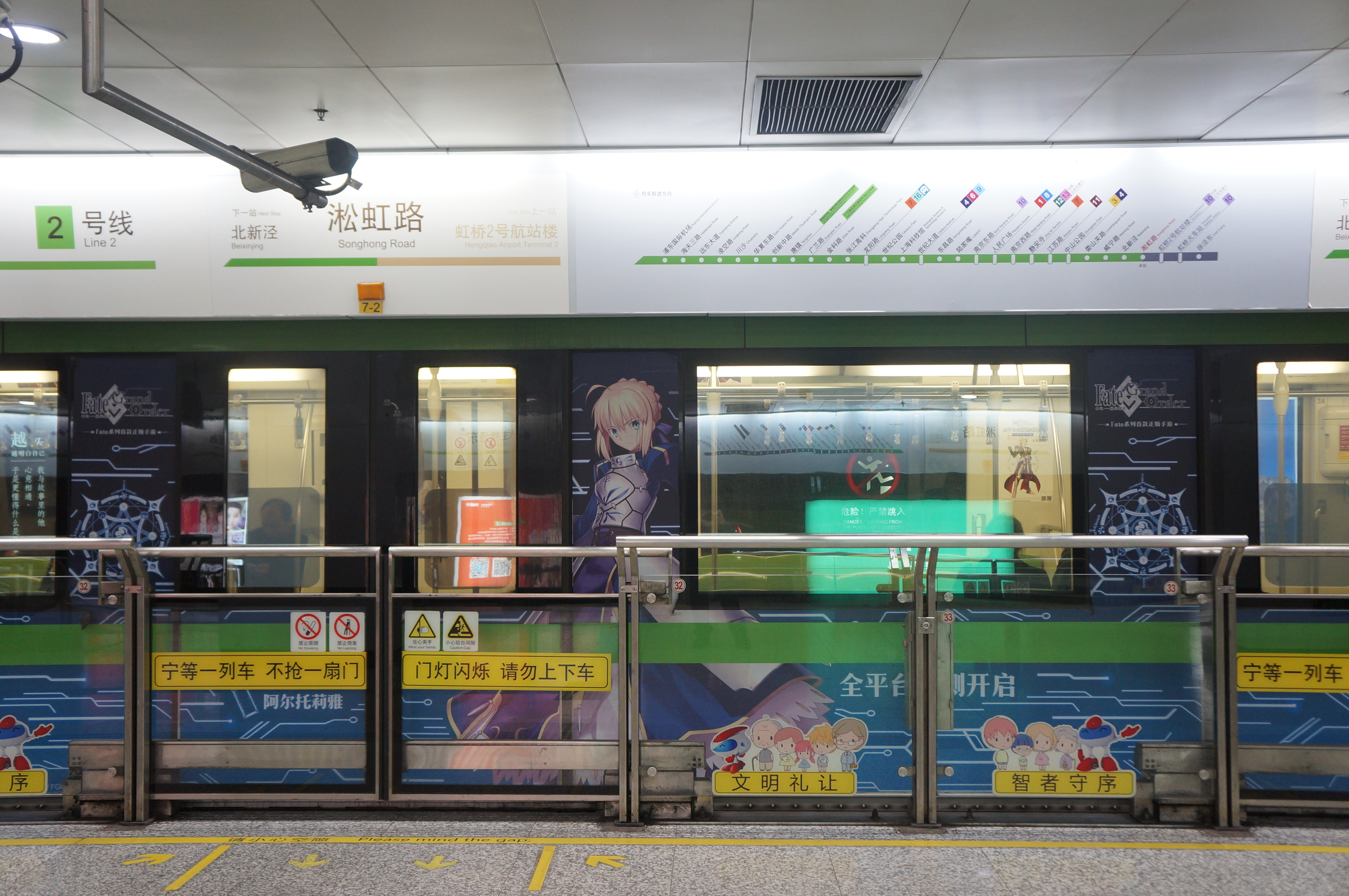
Une voiture aux couleurs du jeu mobile Fate/Grand Order à la station Songhong Road de la ligne 2 du métro de Shanghai en novembre 2016.

Une nouvelle adaptation de la série en un jeu vidéo de type dungeon-RPG de la série a été annoncée dans le Famitsu, produite par Imageepoch et Marvelous Entertainment, ce projet est intitulé Fate/EXTRA. Les joueurs prennent le rôle d'un personnage masculin ou féminin sans nom qui est l'un des sept Masters choisis pour participer à une étrange guerre et doit sélectionner un Servant, entre Saber, Archer ou Caster, pour pouvoir le contrôler. Le jeu est sorti pour la PlayStation Portable dans deux éditions, l'une régulière et l'autre limitée appelé « TYPE-MOON Box ». L'édition limitée « TYPE-MOON Box » comprend une figurine figma (en) Saber du jeu lui-même, un visual book et une édition limitée de la bande sonore. Bien qu'à l'origine la date de sortie ait été fixée pour mars 2010, la sortie du jeu a été reportée au 22 juillet 2010 pour des tests supplémentaires. Fate/Extra est sorti le 18 mai 2012 en France,. Sorti au Japon le 28 mars 2013, Fate/Extra CCC est un jeu qui va de pair avec Fate/Extra, qui au lieu d'être une suite directe, il est décrit comme une route alternative du développement de l'histoire du précédent opus. Une adaptation en série télévisée anime intitulée Fate/Extra Last Encore a été annoncée, celle-ci produite par Shaft, elle est diffusée pour la première fois au Japon en hiver 2018,.
Un RPG free-to-play en ligne pour mobile basé sur la franchise en général, intitulé Fate/Grand Order, a été annoncé. Le jeu est centré autour de combat au tour par tour où le joueur, ayant le rôle de « Master », commande une équipe de Servants auquel il a invoqué préalablement pour combattre contre les ennemis. Le récit de l'histoire est présenté dans un format de visual novel. Une multitude de Servants est présentée ; certains sont originaux, tandis que d'autres viennent des précédentes œuvres de la franchise. D'abord sorti au Japon sur Android le 29 juillet 2015, une version iOS est suivi ultérieurement le 12 août 2015,. Une version anglaise est sortie le 25 juin 2017 aux États-Unis,. Une adaptation en téléfilm d'animation, intitulée Fate/Grand Order: First Order et produite par le studio, est diffusée le 31 décembre 2016.
Un autre projet intitulé Fate/EXTELLA est sorti au Japon le 10 novembre 2016 sur la PS4 et la PS Vita. En janvier 2017, le jeu sort en Amérique du Nord et en Europe,. Également un jeu d'action développé par Marvelous, le successeur de Marvelous Entertainment, il s'agit du troisième jeu se déroulant dans l'univers de Fate/Extra. L'intrigue du jeu concernait le conflit entre deux factions dirigées par Néron et Tamamo de Fate/Extra qui se battait entre eux pour le contrôle total du Moon Cell et du Saint Graal. Ils sont bientôt rejoints par une troisième faction dirigée par Altera (Attila) qui a l'intention de détruire la civilisation, mais également Saber (Arturia) de Fate/stay night qui souhaite arrêter le conflit entre les trois factions. Un portage sur la Nintendo Switch et sur PC, via la plateforme Steam, est également sorti,. Un nouveau jeu, intitulé Fate/EXTELLA LINK, a été annoncé et est en cours de développement.

## Accueil
Lorsqu'il est sorti le 30 janvier 2004, Fate/stay night est rapidement devenu l'un des visual novel les plus populaires de l'histoire, en obtenant le titre de « visuel novel le mieux vendu » en 2004 du site de vente de jeux pour adulte Getchu.com. Les lecteurs de Dengeki G's Magazine ont classé le jeu 2e dans une liste des « jeux bishōjo les plus intéressants » en août 2007. La version originale sur PC du visual novel s'est vendue à 400 000 exemplaires. Sur PlayStation 2, la version de 2007 s'est vendue 184 558 copies et la réédition de 2009 en a vendu 21 937. Sur PlayStation Vita, le jeu s'est vendu à 58 157 exemplaires en 2013 et à 86 836 en 2014.
Début 2007, la popularité de Fate/stay night et des seiyū de la série d'animation a conduit au lancement du radio-théâtre en ligne Fate/stay tune, mettant en vedette les actrices Kana Ueda (Rin) et Ayako Kawasumi (Saber). En 2011, les écrivains Chris Klug et Josiah Lebowitz dans leur livre Interactive storytelling for video games ont fait l'éloge de Fate/stay night comme un exemple fort d'embranchement de scénarios et de narration interactive, comparant sa profondeur et sa complexité à celle d'un roman traditionnel.
En septembre 2006, le magazine Newtype a classé la première série anime 9e meilleur anime de tous les temps. TV Asahi, quelques jours plus tard, le classa 70e sur un classement similaire[réf. nécessaire]. Le premier DVD de l'anime de 2006 s'est classé à la 5e place du classement des ventes Oricon la première semaine de commercialisation. Les sorties DVD et Blu-ray de la série de 2006 ont vendu 283 864 copies au Japon.
Le premier coffret Blu-ray de la série télévisée Unlimited Blade Works s'est classé à la 11e place du classement des ventes de l'Oricon du premier semestre 2015 avec 39 283 exemplaires vendus tandis que le second est classé 13e avec 35 992 exemplaires vendus.
En 2019, le jeu mobile dérivé Fate/Grand Order a également été un succès commercial dépassant les ventes de la franchise de jeux Metal Gear en quatre ans, ce que ce dernier a accumulé en 32 ans, rapportant plus de 3 milliards de dollars depuis son lancement.

### Dōjinshi
Le phénomène Fate/stay night a produit une déferlante de travaux amateurs appelés dōjinshi, hentai ou non, mais également de dōjin-game dont Fate/sword dance (produit par Rapid Fire), jeu de combat 2D, suivi de Fatal Fake (produit par Light's), jeu de combat 3D.
En 2019, la franchise a de nouveau pris la première place de la franchise la plus représenté lors de la convention Comiket.

### Réception critique
Fate/stay night est, selon divers avis, l'un des représentants les plus célèbres de son genre,,. La popularité du visual novel a conduit à l'émergence d'un grand nombre de produits dérivées pour les fans (dakimakura, figures des personnages et autres produits), ainsi qu'à la création de nombreux dōjinshi.
Selon certains critiques, le visual novel est un exemple d'un bon mélange de traditions de la littérature épique et du genre fantastique moderne,. Dans un article de Mizuki Sakamoto et Tatsuo Nakajima, chercheurs de l'Université Waseda, TYPE-MOON a réussi à créer un modèle efficace qui peut compiler des mythes ou des histoires du monde entier pour générer de nouvelles œuvres sur la Guerre du Saint-Graal, tout en maintenant un niveau de qualité proche d'un roman original. Il a également été noté qu'une telle utilisation des héros des légendes de l'antiquité peut également encourager la connaissance de leurs sources d'origine. Uno Tsunehiro de l'Université de Kyoto a comparé les antécédents traumatisants de Shirō en ce qui concerne l'incendie de la ville de Fuyuki aux survivants des attentats du 11 septembre, tout en montrant différentes manières dont la société japonaise avait l'habitude de prendre soin de sa vie à cette époque. En conséquence, Tsunehiro considère le changement de Shirō dans chaque route comme un moyen de se remettre du traumatisme, de grandir et de devenir une personne indépendante. D'après Lebowitz et Klug, les auteurs du livre sur la théorie des visual novel, le format choisi du visual novel a été utilisé de manière optimale, car le concept de plusieurs arcs narratifs étirait l'exposition d'éléments importants pour une compréhension commune de l'intrigue et en faveur de l'intérêt des lecteurs. Les chercheurs ont également identifié les embranchements qui contiennent des scènes émotionnellement colorées différentes qui ont permis de visualiser la situation ou les personnages sous plusieurs angles. Selon les auteurs de la monographie, un grand nombre de morts subites, associées à un effet aigu de perte de contrôle sur la situation, ont donné au gameplay un teint émotionnel supplémentaire et motivé les joueurs à continuer de jouer, aidés par des rebondissements bien développés. Malgré la linéarité du passage des arcs de l'histoire, l'option de sauter complètement les scènes déjà connues « évite aux joueurs la fatigue et les plonge rapidement dans le cœur des événements »,. Les rebondissements ont été qualifiés par différents observateurs de « pertinents et passionnants ». Le récit plus sombre « Heaven's Feel » prend en comparaison de « Fate » et « Unlimited Blade Works » qui conduit la route à avoir une tournure comparée au genre d'horreur.
La composante visuelle du jeu et de la conception des personnages a été considérée par les critiques comme un succès pour 2004,. Séparément, l'élaboration d'images d'arrière-plan et la variété de sprites de personnages se démarquent, mais avec l'augmentation de ces dernières dans certaines scènes, l'effet de la pixellisation a été remarqué. L'accompagnement musical et les effets audio, selon les critiques, ont joué avec succès leur rôle dans la création de la bonne atmosphère pendant la narration et ont habilement souligné la description textuelle des scènes,. La section « Tiger Dojo » a été félicitée pour sa relaxation émotionnelle après une mauvaise fin.
Les critiques et les érudits ont fait l'éloge de Shirō. Andrew Vanden Bossche de Gamasutra considérait Shirō comme un protagoniste intéressant en raison de ses idéaux enfantins de devenir un héros et de la poursuite de cet objectif tout en grandissant. Il ajoute que les choix du joueur dans le jeu font que les arcs de personnage de Shirō changent considérablement et permettent à Nasu de transmettre un aspect différent de son idéal. Le romancier Shūsei Sakagami (ja) a salué la façon dont le joueur peut assister au « changement progressif de Shirō d'un robot à un être humain » à travers les trois routes, développant des traits distinctifs dans chacune. Dans son analyse du système magique et des détails des personnalités des personnages, Makoto Kuroda voit dans l'idée de Shirō de devenir un « champion de la justice » une analogie directe avec la vision traditionnelle de la vie des bodhisattvas dans le bouddhisme mahāyāna, cherchant à sauver d'autres personnes au prix de leurs propres efforts et de leurs souffrances. Du point de vue de Kuroda, les concepts bouddhistes sont opposés aux éléments de l'éthique chrétienne contenus dans l'intrigue à travers l'opposition de Shirō et Kirei Kotomine sous la forme du rejet par le personnage principal de l'interprétation d'Angra Mainyu en tant que créature qui a accepté les péchés des autres dans le nom du salut. Dans l'aspect du récit, les critiques ont considéré le comportement de Shirō et son attitude envers ses propres idéaux comme la partie la plus intéressante et la plus développée de tout le jeu,. Le personnage principal dans chaque scénario a été placé dans des conditions différentes, ce qui a donné aux lecteurs l'occasion de comprendre les conditions du cadre (avec « Fate »), de mener une compréhension théorique des idéaux du personnage (avec « Unlimited Blade Works »), pour faire face aux problèmes de leur mise en œuvre (dans « Heaven's Feel ») et, après avoir combiné cela, pour comprendre les détails de son image.
Les images de Rin, Sabre et Sakura ont reçu des notes contradictoires. Ainsi, de nombreux critiques ont reconnu que l'arc le plus profond psychologiquement est « Heaven's Feel », qui est largement dû à la révélation nette et polyvalente de l'image de Sakura Matō,, et sa ligne romantique avec Shirō est la plus « adulte » de toutes les héroïnes,. Selon Gen Urobuchi, l'auteur de la préquelle Fate/Zero, la relation entre le personnage principal et Saber ressemblait à la relation « entre un garçon et un garçon qui est devenu une fille » et plus « correspondait à la compréhension de l'amour de la Grèce antique ». L'image même de Saber était considérée par certains critiques comme « pleine de dignité et ne tombant pas dans la banalité », d'autres « acquérant des traits féminins en étroite interaction avec Shirō ». Pour certains critiques, Rin Tōsaka « a souligné une opinion différente sur les idéaux de Shirō », et sa ligne romantique semblait « la plus réaliste », où Rin et le personnage principal « ont compensé les lacunes et augmenté les vertus l'un de l'autre ». Dani Cavallaro, dans son livre Anime and the Visual Novel, déclare que la représentation de Sakura a un impact élevé sur l'histoire de « Heaven's Feel » malgré son rôle limité initial.

#### Monographies et articles
- [Cavallaro 2010] (en) Dani Cavallaro, Anime and the Visual Novel: Narrative Structure, Design and Play at the Crossroads of Animation and Computer Games, Jefferson, Caroline du Nord, McFarland & Company, 2010, 268 p. (ISBN 978-0-7864-4427-4 et 0-7864-4427-4, OCLC 394928064, lire en ligne)
- [Kuroda 2014] (ja) Makoto Kuroda, « 召喚魔法と個人存在 : 『Fate/stay night』における存在・現象・人格概念 », dans 存在・現象・人格―アニメ、ゲーム、フィギュアと人格同一性, Bokkasha,‎ 2014, 267 p. (ISBN 978-4-434-19388-0, OCLC 885403920, lire en ligne)
- [Lebowitz, Klug 2011] (en) Chris Klug et Josiah Lebowitz, Interactive storytelling for video games : a player-centered approach to creating memorable characters and stories, Burlington, Massachusetts, Focal Press, 2011, 332 p. (ISBN 978-0-240-81718-7, 0-240-81718-4 et 978-0-240-81717-0, OCLC 706802880, lire en ligne)

#### Artbooks
- [sidematerial 2004] (ja) TYPE-MOON, Fate/side material, Winfanworks, 2004, 100 p.
- [material2 2010] (ja) TYPE-MOON, Fate/complete material II Character material., Enterbrain, 2010, 254 p. (ISBN 978-4-04-726680-3 et 4-04-726680-9, OCLC 703508226, lire en ligne)
- [material3 2010] (ja) TYPE-MOON, Fate/complete material III World material., Enterbrain, 2010, 303 p. (ISBN 978-4-04-726902-6 et 4-04-726902-6, OCLC 743355951, lire en ligne)
- [Visual Story 2007] (ja) TYPE-MOON, Fate/stay night Visual Story, Enterbrain, 2007, 256 p. (ISBN 978-4-7577-3723-5 et 4-7577-3723-8, OCLC 676104703, lire en ligne)
- [secret book 2005] (ja) TYPE-MOON, Fate/secret book, Kadokawa Shoten, 2005, 100 p.
- [Prototype material 2011] (ja) TYPE-MOON, Prototype material, Colophon, 2011, 68 p.